# ジオバンニ・マイアー
ジオバンニ・マイアー（Jiovanni Mier，1990年8月26日 - ）はアメリカ合衆国カリフォルニア州ポモナ出身の右投右打のプロ野球選手（遊撃手）。現在は、MLB・ヒューストン・アストロズの傘下に所属している。

## 経歴
2009年のMLBドラフトでヒューストン・アストロズにドラフト1巡目(全体21位)で指名され入団。